# Хачирова Ольга Миколаївна
Ольга Миколаївна Хачирова (нар. 13 липня 1959, село Караяшник, тепер Старобільського району Луганської області) — українська радянська діячка, свинарка колгоспу «Перше травня» Старобільського району Луганської області. Депутат Верховної Ради УРСР 11-го скликання.

## Біографія
Освіта середня. Член ВЛКСМ.
З 1975 року — санітарка Караяшниківської сільської лікарні Старобільського району Ворошиловградської області.
З 1978 року — доярка, свинарка колгоспу «Перше травня» села Караяшник Старобільського району Ворошиловградської (Луганської) області.
Потім — на пенсії в селі Караяшник Старобільського району Луганської області.

## Нагороди
- ордени
- медалі